# 柔软无心菜
柔软无心菜（学名：Arenaria debilis）为石竹科无心菜属的植物。分布在锡金、印度、尼泊尔、不丹以及中国大陆的西藏、云南等地，生长于海拔2,500米至4,500米的地区，多生长于山坡草地、高山草甸及冷杉林缘灌丛中，目前尚未由人工引种栽培。

## 异名
- Arenaria blinkworthii McNeill